# Tears on My Pillow
«Tears on My Pillow» — песня на английском языке. Впервые была записана и издана в 1958 году группой Little Anthony and the Imperials, тогда в США добравшись до 4 места в поп-чарте журнала «Билборд» и продавшись в более чем миллионе экземпляров.

## Версия Кайли Миноуг
Песня была перепета австралийской певицей Кайли Миноуг на её втором студийном альбоме Enjoy Yourself (1989). В январе следующего, 1990 года была издана отдельным синглом.
Её версия была спродюсирована продюсерским трио Сток, Эйткен и Уотерман.
Эта песня в исполнении Кайли Миноуг также была использована в австралийском фильме The Delinquents, вышедшем на экраны в конце 1989 года и в котором Кайли играла главную роль.
В Великобритании сингл Кайли Миноуг с песней «Tears on My Pillow» достиг 1 места (в национальном сингловом чарте).